# Marc Storace
Marc Storace (7 de octubre de 1951) es un cantante Maltés. Es popular por su trabajo con la banda de heavy metal suiza Krokus. Antes de unirse a Krokus fue vocalista de la banda de rock progresivo TEA. También ha llevado una carrera como músico solista. Marc es dueño de una peculiar voz, comparada a menudo con la de Bon Scott (AC/DC) o la de Robert Plant (Led Zeppelin).

## Discografía

### Krokus
| Nombre               | Año  |
| -------------------- | ---- |
| Metal Rendez-vous    | 1980 |
| Hardware             | 1981 |
| One Vice at a Time   | 1982 |
| Headhunter           | 1983 |
| The Blitz            | 1984 |
| Change of Address    | 1986 |
| Alive and Screamin'  | 1987 |
| Heart Attack         | 1988 |
| To Rock or Not to Be | 1995 |
| Rock the Block       | 2003 |
| Hellraiser           | 2006 |
| Hoodoo               | 2010 |
| Dirty Dynamite       | 2013 |

### Otros
| Artista              | Nombre                           | Año  |
| -------------------- | -------------------------------- | ---- |
| TEA                  | Sprouts                          | 1972 |
| TEA                  | The Ship                         | 1975 |
| TEA                  | Tax Exile                        | 1976 |
| Marc Storace         | The Blue Album                   | 1991 |
| Amen                 | Amen                             | 1994 |
| Amen                 | Aguilar                          | 1996 |
| Marc Storace & China | Alive                            | 2000 |
| DC/World             | A Tribute to Bon Scott & AC / DC | 2000 |
| Storace & Halsinger  | One World                        | 2000 |
| Warrior              | The Wars of Gods & Men           | 2004 |
| Biss                 | Face-Off                         | 2005 |
| Biss                 | X-tension                        | 2006 |